# Pietro Bernardino
Pietro Bernardino (o Pietro Bernardo) anche noto come Bernardino de' fanciulli (Firenze, 1475 – Mirandola, 1502) è stato un orafo ed eretico italiano.

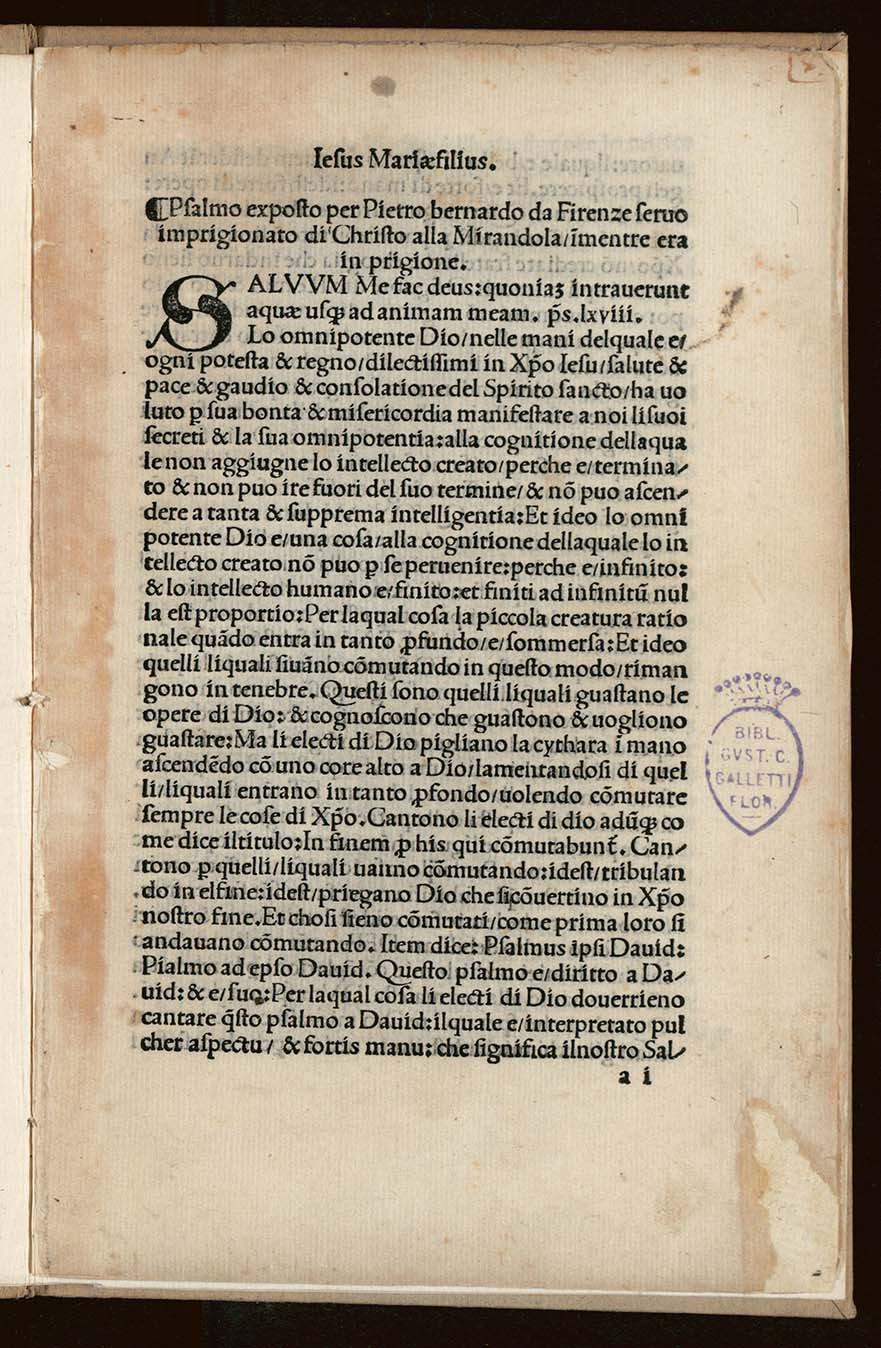
Esposizione del salmo 68, 1500

Seguace di Girolamo Savonarola, fu un attivo predicatore e capo di una setta. Si esiliò nel 1500 e fu difeso da Giovanni Francesco II Pico della Mirandola presso Domenico Benivieni. Il 17 aprile 1517 fu ricordato da papa Leone X come condannato per eresia e scisma.

## Biografia
Nato a Firenze da gente comune, non ebbe un'istruzione superiore, ma si affezionò con fanatico zelo a Girolamo Savonarola, e, con la diligente partecipazione alle sue prediche e lo studio zelante dei suoi scritti, acquisì un'ampia, ma superficiale, conoscenza teologica.
Pietro predicava al popolo nelle piazze di Firenze e, durante e dopo la vita del Savonarola, diffuse segretamente alcune sue dottrine rivoluzionarie. Secondo lui, la Chiesa doveva essere rinnovata con la spada e fino a quel momento, non c'era bisogno di confessare, poiché tutti i sacerdoti, laici e regolari, erano indegni.
Secondo il cronista fiorentino Bartolomeo Cerretani, una ventina di seguaci del Savonarola formarono una società segreta che ed elesse Pietro come antipapa. Quest'ultimo, che allora aveva venticinque anni, assunse particolari funzioni ecclesiastiche e unse i suoi seguaci con l'olio: i membri non partecipavano ad servizio divino, ma durante le loro riunioni pregavano lo Spirito Santo sotto la guida di Pietro, che consideravano un profeta.
L'associazione fu scoperta dall'arcivescovo e su sua richiesta il Consiglio di Firenze ne proibì le riunioni. Così nel 1502 i membri lasciarono la città segretamente e si recarono a Mirandola dove il conte Giovanni Francesco II Pico della Mirandola, fratello del famoso filosofo umanista Giovanni Pico della Mirandola e zelante sostenitore del Savonarola, diede loro un'accoglienza amichevole. Quando, poco dopo, il conte fu assediato da due dei suoi fratelli, che rivendicavano Mirandola, Pietro dichiarò la volontà di Dio che Gianfrancesco dovesse vincere i suoi nemici. Tuttavia, dopo l'assedio della Mirandola durato 50 giorni, la città fu presa nell'agosto 1502 da Ludovico I Pico che cacciò in esilio il fratello Gianfrancesco. I settari caddero nelle mani dei vincitori, dopodiché Pietro e alcuni dei suoi compagni vennero bruciati con l'accusa di eresia e sodomia; i rimanenti seguaci furono espulsi o rispediti a Firenze.

## Opere
- Epistola mandata ai fanciulli di Firenze, Firenze, Bartolomeo de' Libri, 1497.
- Esposizione del salmo 68. (Salvum me fac deus), Firenze, Antonio Tubini, 1500.
- Prediche, Firenze, Bartolomeo de' Libri, 1500.